# Esperanto (gruppo musicale)
Gli Esperanto sono stati un gruppo musicale rock progressivo belga-inglese, formatosi alla fine del 1971, il cui nome si ispira a quello della lingua ausiliaria internazionale più parlata al mondo.

## Storia
Il gruppo si forma durante lo scioglimento del gruppo rock sinfonico Wallace Collection, quando il violinista del gruppo Raymond Vincent decide di passare ad un genere leggermente diverso, come il rock progressivo. Cominciano le sperimentazioni quando egli collabora, per un breve periodo con Roger Wollaert dei Kleptomania, Dany Lademancher e Bruno Libert.
Due anni dopo la lista dei componenti si allunga, arrivando alla decina di quest'ultimi. Nel 1973 esce il primo album, Esperanto Rock Orchestra pubblicato dalla A&M Records, casa discografica che pubblicherà anche i seguenti album. Grazie a questo album, gli Esperanto cominciano una lunga carrellata di concerti in Europa, partendo dalla stessa Londra e arrivando persino in Italia, in particolare a Torino, Napoli e Roma dove, agli studi della Rai hanno fatto qualche registrazione.
Dopo essere tornati dalla tournée due membri del gruppo (Joy Yates e Raymond Vincent), per motivi personali decidono di lasciare il gruppo. Con l'avvento del nuovo produttore per il secondo album, Peter Sinfield, viene assunto un nuovo cantante, Keith Christmas. Nel 1974 viene pubblicato, dunque Danse Macabre. Album meno progressive rispetto al precedente è, invece influenzato da ritmi ed atmosfere pop rock e classiche, quali rendono ancora più marcata l'impronta sinfonica.
Un anno dopo, alla pubblicazione dell'ultimo album Last Tango, la formazione cambia nuovamente. Purtroppo l'album riscuote meno successo rispetto ai primi due, per via di problemi legati alla cattiva distribuzione e produzione, e alla situazione economica dei tempi. Il gruppo decide, dunque di sciogliersi definitivamente.

## Formazione

### 1973
- Bridget Lokelani Dudoit (voce, chitarra acustica)
- Tony Harris (viola, sax)
- Brian Holloway (chitarra, piano)
- Timothy Kraemer (cello, piano)
- Bruno Libert (tastiere)
- Gino Malisan (basso, flauto)
- Tony Malisan (batteria)
- Godfrey Salmon (violino)
- Glenn Shorrock (voci, chitarra)
- Janice Slater (cori)
- Raymond Vincent (violino)
- Joy Yates (flauto, cori)

### 1974
- Keith Christmas (voce)
- Tony Harris (viola)
- Timothy Kraemer (cello)
- Bruno Libert (piano, organo, ARP Odyssey, vibes, clavicembalo)
- Gino Malisan (basso)
- Tony Malisan (batteria)
- Godfrey Salmo (violino, tenore)
- Raymond Vincent (violino)
- Bridget Lokelani Dudoit (voce)
- Glenn Shorrock (cori, chitarra)
- Brian Hollowar (chitarra)

### 1975
- Tony Malisa (batteria)
- Gino Malisan (basso)
- Bruno Libert (tastiere)
- Roger Meakin (cori)
- Kim Moore (cori)
- Raymond Vincent (violino)
- Godfrey Salmon (violino)
- Timothy Kraemer (cello)

## Discografia

### Album
- 1973 - Esperanto Rock Orchestra (A&M Records)
- 1974 - Danse Macabre (A&M Records) [1]
- 1975 - Last Tango (A&M Records)

### Singoli
- 1973 - Publicity
- 1973 - Busy Doing Nothing
- 1973 - Statue Of Liberty/Gypsy
- 1974 - Danse Macabre
- 1975 - Last Tango

### Compilation
- 2008 - Dance Macabre / Last Tango (Second Harvest)